# Парк угорсько-турецької дружби
Парк угорсько-турецької дружби (угор. Magyar-Török Barátság Park, тур. Macar-Türk Dostluk Parkı) — парк, розташований на південному заході Угорщини у місті Сігетварі. Створений на вшанування пам'яті про Сігетварську битву, в ході якої війська Османської імперії взяли фортецю Сігетвар, яку обороняли угорці та хорвати. Парк було відкрито в 1994 році спільно угорськими та турецькими чиновниками.

## Історія

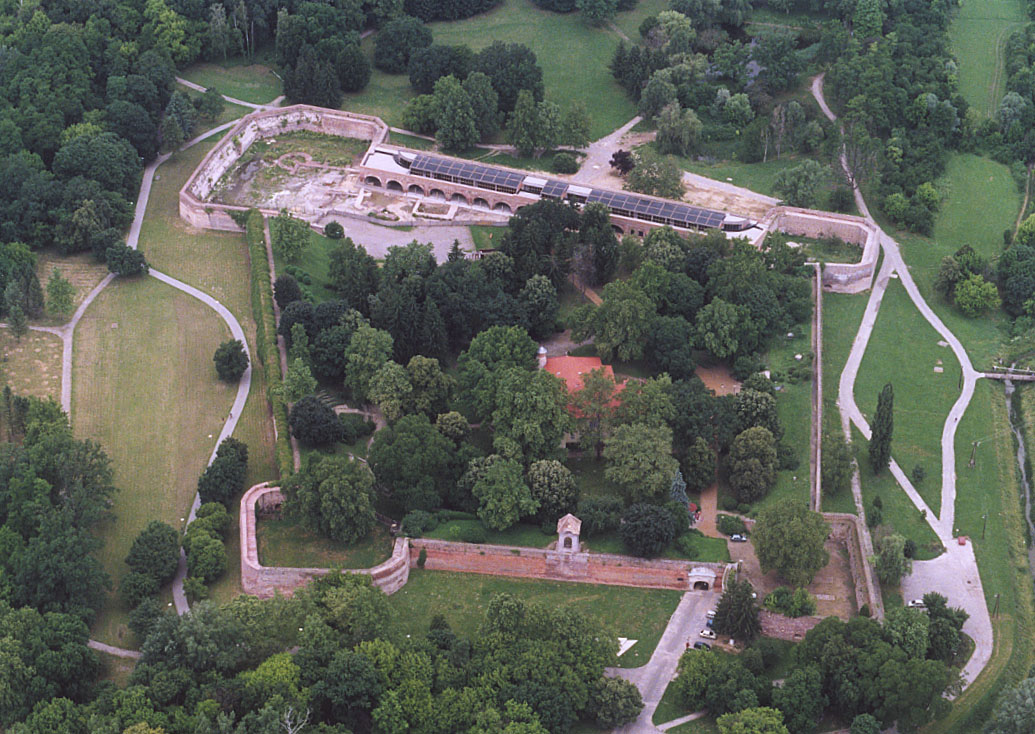
Замок Сігетвар.

Влітку 1566 року під час Сігетварської битви османська армія чисельністю близько 80 тисяч осіб, яку вів особисто султан Сулейман I взяла в облогу замок Сігетвар, який блокував дорогу до одного з найбільших міст імперії Габсбургів Відня, взяття якої було основною метою кампанії. Замок захищали близько двох з половиною тисяч солдатів, якими командував Міклош Зріньї. Облога тривала з 6 серпня по 8 вересня.
6 вересня 1566 року султан Сулейман і, перебуваючи у своєму наметі, несподівано помер з природних причин у віці 72 років. Його смерть приховали, а війська очолив Великий візир Соколович Мехмед-паша. Незабаром після цього був убитий командир оборони замку Міклош Зріньї і замок здався. Незважаючи на це, похід на Відень був припинений і війська повернулися назад так і не дізнавшись про смерть султана Сулеймана.
Сігетвар 122 роки був частиною Османської імперії. У 1596—1600 роках він був столицею еялету Сігетвар, а потім став частиною еялету Каніжа.
У «османський період» у місті будувалися мечеті, турецькі лазні і школи. Деякі з побудованих тоді будівель збереглися до цих пір, але частина була зруйнована відразу після повернення міста Габсбургами.

## Парк дружби

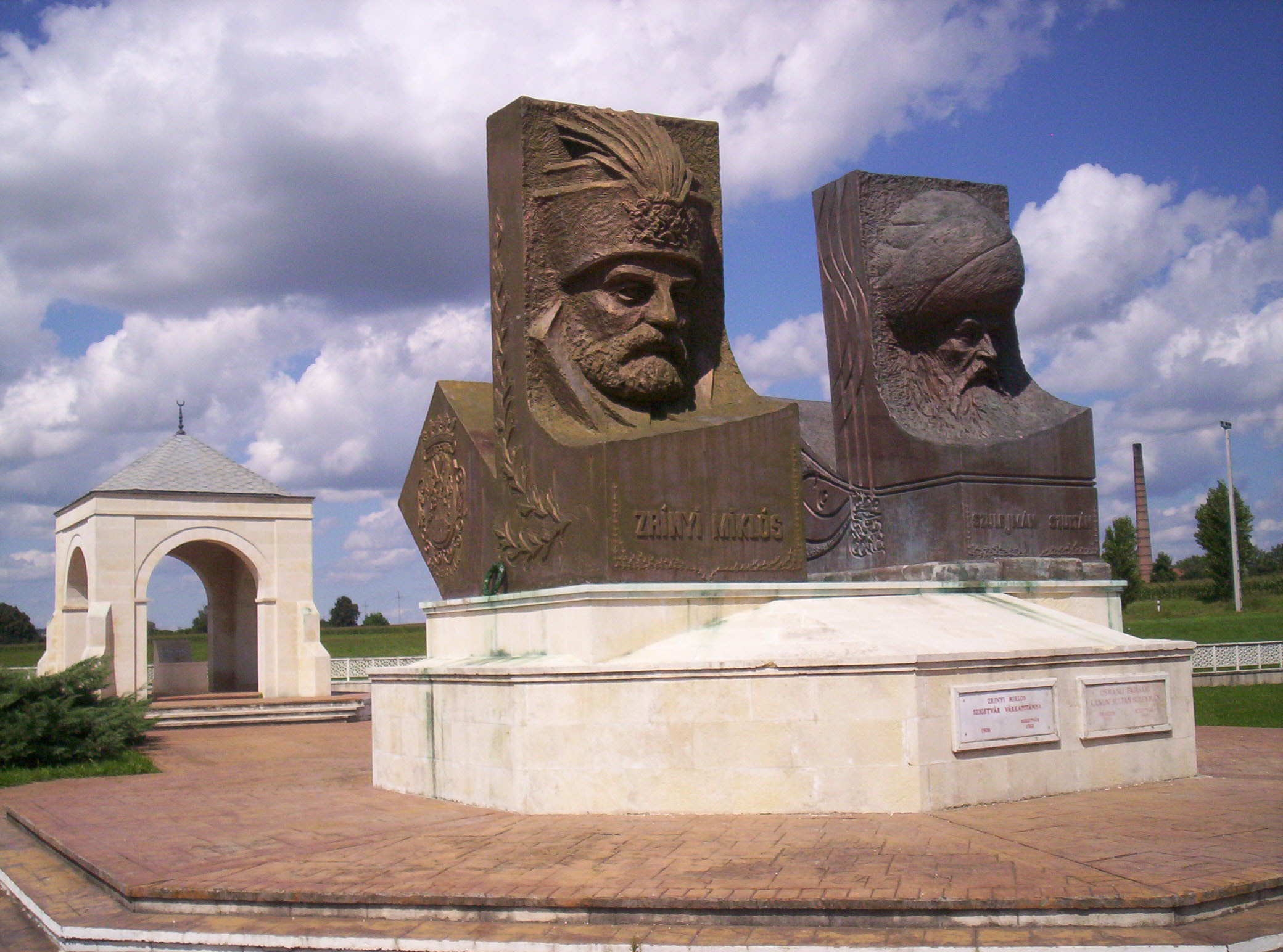
Зображення осіб Міклоша Зріньї (ліворуч) і султана Сулеймана Пишного (праворуч) в парку.

За легендою, відразу після смерті султана Сулеймана його внутрішні органи були вирізані і закопані десь в околицях Сігетвара, а забальзамоване тіло доставили до столиці Імперії.
На 500-й рік народження султана Сулеймана за ініціативою турецького уряду і на його кошти, на місці, де, ймовірно, було поховано серце султана, було закладено парк дружби. На церемонії відкриття, що відбулася у вересні 1994 року, були присутні міністр освіти Угорщини Габор Фодор і президент Туреччини Сулейман Демірель.
Парк розташований приблизно за 2-3 кілометри на північний схід від міста і до нього можна доїхати автобусом. Розміри парку складають приблизно 60 на 60 метрів, тобто його площа становить близько одного акра. Парк відкритий цілий рік.
У 1996 році в парку було побудовано питний фонтан, зведений в османському архітектурному стилі, плитка і мармур для нього були надіслані з Туреччини. У парку знаходиться символічна могила для нутрощів султана Сулеймана Пишного, символічне тюрбе з мармуру, а також тугра Сулеймана Пишного.

## Критика
Відразу після відкриття парку в угорських ЗМІ він критикувався за те, що в парку знаходилося величезне зображення особи султана Сулеймана. У 1997 році поруч з ним було добудовано аналогічне зображення особи Міклоша Зріньї.